# Грин, Пинкус
Пинкус Грин (род. 1934) — американский нефтегазовый трейдер. Прозвище — Пинки, «малыш» (от англ. pinkie — маленький палец на ноге). Многолетний партнёр по бизнесу скандально известного трейдера Марка Рича.

## Биография

### Ранние годы
Родился в ортодоксальной еврейской семье, седьмой из восьми детей торговца кондитерскими изделиями. Вырос в Бруклине. В детстве посещал хедер; среднюю школу не окончил, поскольку с 16 лет был вынужден работать, чтобы помочь семье. В 1953 году, в возрасте 17 лет, был принят на работу в отдел обработки входящей корреспонденции трейдинговой компании Philipp Brothers. В 1954 году туда же поступил будущий известный нефтетрейдер Марк Рич, и вскоре они стали друзьями. Друзья быстро продвигались по карьерной лестнице в компании и вскоре стали в ряд наиболее успешных специалистов по торговле нефтью в Европе.

### Marc Rich + Co
В 1974 году Грин и Рич уволились из компании Philipp Brothers, учредив собственную компанию, Marc Rich AG со штаб-квартирой в Цуге, Швейцария. Среди прочего, Грин и Рич активно продавали нефть иранского происхождения, для чего Грин освоил язык фарси. После свержения шаха в 1978 году бизнес не прекратился: уже 1 февраля 1979 года, рискуя свободой, Грин прилетел в Тегеран одним из первых доступных рейсов. США и Израиль эвакуировали своих граждан из Ирана, Грину также пришлось срочно покинуть страну. Большинство международных компаний закрыли свои иранские офисы, но Marc Rich + Co держала офис открытым и в нарушение санкций, наложенных на Иран правительством США, продолжала экспорт иранской нефти.

### Проблемы в США
В 1983 году Грин и Рич бежали из США после того как Федеральный прокурор США и будущий мэр Нью-Йорка Рудольф Джулиани предъявил им обвинения в уклонении от уплаты налогов и незаконной торговле с Ираном. Следствие подчеркивало, что Рич и Грин торговали иранской нефтью, игнорируя наложенное на Иран американское эмбарго, в то время как граждане США были заложниками в Тегеране; Джулиани заявил, что Рич и Грин проведут остаток жизни за решеткой, однако к этому времени и они сами и их семьи уже были в Швейцарии. В эмиграции друзья продолжали успешную работу: Рич занимался заключением сделок, а Грин отвечал за логистику, финансы и управление компанией.
В 2001 году Грин и Рич были помилованы президентом Биллом Клинтоном, что вызвало громкий скандал.

## Личная жизнь
В 2005 году личное состояние Грина по оценке журнал Forbes составляло 1.2 млрд долл.